# Adafina
L'adafina és un bullit de cigrons elaborat amb carn de xai. És un plat molt popular entre els jueus sefardites, ja que per tradició s'elabora en una olla de fang durant la nit del divendres, i es menja durant el Sàbat (dissabte en el judaisme). Figura en algunes referències antigues també denominat com a Adefina, i la paraula té com a origen la paraula àrab dafīnah (الدفينة), que significa tresor enterrat o amagat. Es tracta d'un bullit que forma part d'un únic plat que se serveix calent.

## Història i literatura
L'adafina era un bullit molt popular al començament del segle XV en la cuina sefardita, i d'aquesta forma es poden trobar nombroses referències literàries espanyoles de l'època com en la Crònica dels Reis Catòlics a on Andrés Bernaldez menciona que nunca perdieron en el comer la costumbre juadica de manjares y olleta adefina, i en el qual apareix una clara relació entre aquest plat i la cultura culinària sefardita.

## Característiques
Els ingredients de l'adafina han de ser caixer d'acord amb les normes judaiques i per aquesta raó s'inclouen els cigrons acompanyats d'altres ingredients com les mongetes, arròs i la carn de xai (tractada convenientment a la manera kosher). La manera de sacrificar al bestiar està reglamentat per la prohibició del Talmud de menjar sang aquest procés té tres fases: 1) Se submergeix la carn en aigua durant més de 30 minuts, 2) S'amaneix la carn amb sal kosher i es deixa sobre d'un pla inclinat perquè la peça es dessagni, 3) Es renta amb aigua tres vegades seguides. Segons la recepta pot contenir cebes, naps i altres verdures que se sol condimentar amb diverses espècies: generalment canyella i clau d'olor. No és tradicional l'ús de la patata, a causa de la seva posterior introducció a Europa. El recipient emprat per a la realització del potatge sol ser una olla de fang que antigament es deixava al costat del fogó mentre es cuinava lentament tota la nit del divendres (abans del sàbat) i part de l'endemà. No es pot cuinar durant el sàbat, por aquesta raó es deixava el contingut perquè s'anés cuinant només durant aquest període. L'adafina se serveix calenta i té el denominat ritu de les tres bolcades (similar en altres bullits) en el qual primer es pren la sopa i posteriorment la carn i la verdura.

## Variants en altres gastronomies
Existeixen variants en altres gastronomies, de les quals possiblement els cigrons cuits de cada país tenen una influència. Tanmateix, molts d'ells contenen elements no caixer, i això fa pensar que són variants posteriors, tots ells tenen en comú ser plats tradicionals en les seves respectives comunitats:
- Marroc - L'adafina és un plat típic dels jueus sefardites que viuen al Marroc.
- Espanya - En la cuina madrilenya un dels hereus d'aquest plat és el Bullit madrileny.
- França - En la cuina francesa troben el tradicional Pot au feu.
- Alemanya - En la cuina de la Baixa Saxònia el tradicional Steckrübeneintopf.